# Liste des communes de Lot-et-Garonne
Pour les autres listes de communes françaises, voir Listes des communes de France.
| - Le Lot-et-Garonne en France métropolitaine. - Carte des communes de Lot-et-Garonne. |

Cette page liste les 319 communes du département français de Lot-et-Garonne au 1er janvier 2025.

## Liste des communes
Le tableau suivant donne la liste des communes au 1er janvier 2025, en précisant leur code Insee, leur code postal principal, leur arrondissement, leur canton, leur intercommunalité, leur superficie, leur population et leur densité, d'après les chiffres de l'Insee issus du recensement 2022,.
| Nom                          | Code Insee | Code postal | Arrondissement     | Canton                                    | Intercommunalité                           | Superficie (km2) | Population (dernière pop. légale) | Densité (hab./km2) | Modifier                                    |
| ---------------------------- | ---------- | ----------- | ------------------ | ----------------------------------------- | ------------------------------------------ | ---------------- | --------------------------------- | ------------------ | ------------------------------------------- |
| Agen (préfecture)            | 47001      | 47000       | Agen               | Agen-1 Agen-2 Agen-3 Agen-4               | CA Agglomération d'Agen                    | 11,49            | 32 193 (2022)                     | 2 802              | modifier les données · modifier les données |
| Agmé                         | 47002      | 47350       | Marmande           | Les Coteaux de Guyenne                    | CA Val de Garonne Agglomération            | 5,01             | 106 (2022)                        | 21                 | modifier les données · modifier les données |
| Agnac                        | 47003      | 47800       | Marmande           | Le Val du Dropt                           | CC du Pays de Lauzun                       | 13,84            | 476 (2022)                        | 34                 | modifier les données · modifier les données |
| Aiguillon                    | 47004      | 47190       | Agen               | Le Confluent                              | CC du Confluent et des Coteaux de Prayssas | 28,28            | 3 983 (2022)                      | 141                | modifier les données · modifier les données |
| Allemans-du-Dropt            | 47005      | 47800       | Marmande           | Le Val du Dropt                           | CC du Pays de Lauzun                       | 6,40             | 486 (2022)                        | 76                 | modifier les données · modifier les données |
| Allez-et-Cazeneuve           | 47006      | 47110       | Villeneuve-sur-Lot | Le Livradais                              | CA du Grand Villeneuvois                   | 10,69            | 609 (2022)                        | 57                 | modifier les données · modifier les données |
| Allons                       | 47007      | 47420       | Nérac              | Les Forêts de Gascogne                    | CC des Coteaux et Landes de Gascogne       | 76,33            | 167 (2022)                        | 2,2                | modifier les données · modifier les données |
| Ambrus                       | 47008      | 47160       | Nérac              | Lavardac                                  | CC du Confluent et des Coteaux de Prayssas | 12,35            | 109 (2022)                        | 8,8                | modifier les données · modifier les données |
| Andiran                      | 47009      | 47170       | Nérac              | L'Albret                                  | CC Albret Communauté                       | 9,89             | 258 (2022)                        | 26                 | modifier les données · modifier les données |
| Antagnac                     | 47010      | 47700       | Marmande           | Les Forêts de Gascogne                    | CC des Coteaux et Landes de Gascogne       | 9,31             | 222 (2022)                        | 24                 | modifier les données · modifier les données |
| Anthé                        | 47011      | 47370       | Villeneuve-sur-Lot | Le Fumélois                               | CC Fumel Vallée du Lot                     | 13,93            | 200 (2022)                        | 14                 | modifier les données · modifier les données |
| Anzex                        | 47012      | 47700       | Nérac              | Les Forêts de Gascogne                    | CC des Coteaux et Landes de Gascogne       | 23,24            | 325 (2022)                        | 14                 | modifier les données · modifier les données |
| Argenton                     | 47013      | 47250       | Marmande           | Les Forêts de Gascogne                    | CC des Coteaux et Landes de Gascogne       | 12,14            | 316 (2022)                        | 26                 | modifier les données · modifier les données |
| Armillac                     | 47014      | 47800       | Marmande           | Le Val du Dropt                           | CC du Pays de Lauzun                       | 7,77             | 207 (2022)                        | 27                 | modifier les données · modifier les données |
| Astaffort                    | 47015      | 47220       | Agen               | Le Sud-Est agenais                        | CA Agglomération d'Agen                    | 35,17            | 2 002 (2022)                      | 57                 | modifier les données · modifier les données |
| Aubiac                       | 47016      | 47310       | Agen               | L'Ouest agenais                           | CA Agglomération d'Agen                    | 13,86            | 1 177 (2022)                      | 85                 | modifier les données · modifier les données |
| Auradou                      | 47017      | 47140       | Villeneuve-sur-Lot | Le Pays de Serres                         | CC Fumel Vallée du Lot                     | 11,17            | 419 (2022)                        | 38                 | modifier les données · modifier les données |
| Auriac-sur-Dropt             | 47018      | 47120       | Marmande           | Les Coteaux de Guyenne                    | CC du Pays de Duras                        | 5,28             | 174 (2022)                        | 33                 | modifier les données · modifier les données |
| Bajamont                     | 47019      | 47480       | Agen               | Agen-1                                    | CA Agglomération d'Agen                    | 12,20            | 1 000 (2022)                      | 82                 | modifier les données · modifier les données |
| Baleyssagues                 | 47020      | 47120       | Marmande           | Les Coteaux de Guyenne                    | CC du Pays de Duras                        | 8,18             | 188 (2022)                        | 23                 | modifier les données · modifier les données |
| Barbaste                     | 47021      | 47230       | Nérac              | Lavardac                                  | CC Albret Communauté                       | 38,70            | 1 498 (2022)                      | 39                 | modifier les données · modifier les données |
| Bazens                       | 47022      | 47130       | Agen               | Le Confluent                              | CC du Confluent et des Coteaux de Prayssas | 12,21            | 504 (2022)                        | 41                 | modifier les données · modifier les données |
| Beaugas                      | 47023      | 47290       | Villeneuve-sur-Lot | Le Haut Agenais Périgord                  | CC des Bastides en Haut-Agenais Périgord   | 22,48            | 329 (2022)                        | 15                 | modifier les données · modifier les données |
| Beaupuy                      | 47024      | 47200       | Marmande           | Marmande-1                                | CA Val de Garonne Agglomération            | 8,17             | 1 678 (2022)                      | 205                | modifier les données · modifier les données |
| Beauville                    | 47025      | 47470       | Agen               | Le Pays de Serres                         | CA Agglomération d'Agen                    | 23,17            | 552 (2022)                        | 24                 | modifier les données · modifier les données |
| Beauziac                     | 47026      | 47700       | Nérac              | Les Forêts de Gascogne                    | CC des Coteaux et Landes de Gascogne       | 15,34            | 236 (2022)                        | 15                 | modifier les données · modifier les données |
| Bias                         | 47027      | 47300       | Villeneuve-sur-Lot | Villeneuve-sur-Lot-2                      | CA du Grand Villeneuvois                   | 12,29            | 2 965 (2022)                      | 241                | modifier les données · modifier les données |
| Birac-sur-Trec               | 47028      | 47200       | Marmande           | Marmande-2                                | CA Val de Garonne Agglomération            | 14,34            | 831 (2022)                        | 58                 | modifier les données · modifier les données |
| Blanquefort-sur-Briolance    | 47029      | 47500       | Villeneuve-sur-Lot | Le Fumélois                               | CC Fumel Vallée du Lot                     | 41,93            | 517 (2022)                        | 12                 | modifier les données · modifier les données |
| Blaymont                     | 47030      | 47470       | Agen               | Le Pays de Serres                         | CA Agglomération d'Agen                    | 13,56            | 215 (2022)                        | 16                 | modifier les données · modifier les données |
| Boé                          | 47031      | 47550       | Agen               | Agen-2                                    | CA Agglomération d'Agen                    | 16,50            | 5 784 (2022)                      | 351                | modifier les données · modifier les données |
| Bon-Encontre                 | 47032      | 47240       | Agen               | Agen-2                                    | CA Agglomération d'Agen                    | 20,56            | 6 386 (2022)                      | 311                | modifier les données · modifier les données |
| Boudy-de-Beauregard          | 47033      | 47290       | Villeneuve-sur-Lot | Le Haut Agenais Périgord                  | CC des Bastides en Haut-Agenais Périgord   | 10,07            | 397 (2022)                        | 39                 | modifier les données · modifier les données |
| Bouglon                      | 47034      | 47250       | Marmande           | Les Forêts de Gascogne                    | CC des Coteaux et Landes de Gascogne       | 13,92            | 651 (2022)                        | 47                 | modifier les données · modifier les données |
| Bourgougnague                | 47035      | 47410       | Marmande           | Le Val du Dropt                           | CC du Pays de Lauzun                       | 11,73            | 289 (2022)                        | 25                 | modifier les données · modifier les données |
| Bourlens                     | 47036      | 47370       | Villeneuve-sur-Lot | Le Fumélois                               | CC Fumel Vallée du Lot                     | 15,44            | 373 (2022)                        | 24                 | modifier les données · modifier les données |
| Bournel                      | 47037      | 47210       | Villeneuve-sur-Lot | Le Haut Agenais Périgord                  | CC des Bastides en Haut-Agenais Périgord   | 14,70            | 252 (2022)                        | 17                 | modifier les données · modifier les données |
| Bourran                      | 47038      | 47320       | Agen               | Le Confluent                              | CC du Confluent et des Coteaux de Prayssas | 18,16            | 612 (2022)                        | 34                 | modifier les données · modifier les données |
| Boussès                      | 47039      | 47420       | Nérac              | Les Forêts de Gascogne                    | CC des Coteaux et Landes de Gascogne       | 47,14            | 41 (2022)                         | 0,87               | modifier les données · modifier les données |
| Brax                         | 47040      | 47310       | Agen               | L'Ouest agenais                           | CA Agglomération d'Agen                    | 8,80             | 2 103 (2022)                      | 239                | modifier les données · modifier les données |
| Bruch                        | 47041      | 47130       | Nérac              | Lavardac                                  | CC Albret Communauté                       | 15,89            | 692 (2022)                        | 44                 | modifier les données · modifier les données |
| Brugnac                      | 47042      | 47260       | Marmande           | Tonneins                                  | CC Lot et Tolzac                           | 14,74            | 179 (2022)                        | 12                 | modifier les données · modifier les données |
| Buzet-sur-Baïse              | 47043      | 47160       | Nérac              | Lavardac                                  | CC Albret Communauté                       | 21,15            | 1 246 (2022)                      | 59                 | modifier les données · modifier les données |
| Cahuzac                      | 47044      | 47330       | Villeneuve-sur-Lot | Le Val du Dropt                           | CC des Bastides en Haut-Agenais Périgord   | 8,04             | 310 (2022)                        | 39                 | modifier les données · modifier les données |
| Calignac                     | 47045      | 47600       | Nérac              | L'Albret                                  | CC Albret Communauté                       | 18,38            | 489 (2022)                        | 27                 | modifier les données · modifier les données |
| Calonges                     | 47046      | 47430       | Marmande           | Les Forêts de Gascogne                    | CA Val de Garonne Agglomération            | 15,99            | 589 (2022)                        | 37                 | modifier les données · modifier les données |
| Cambes                       | 47047      | 47350       | Marmande           | Les Coteaux de Guyenne                    | CC du Pays de Lauzun                       | 9,20             | 176 (2022)                        | 19                 | modifier les données · modifier les données |
| Cancon                       | 47048      | 47290       | Villeneuve-sur-Lot | Le Haut Agenais Périgord                  | CC des Bastides en Haut-Agenais Périgord   | 24,49            | 1 366 (2022)                      | 56                 | modifier les données · modifier les données |
| Casseneuil                   | 47049      | 47440       | Villeneuve-sur-Lot | Le Livradais                              | CA du Grand Villeneuvois                   | 18,09            | 2 340 (2022)                      | 129                | modifier les données · modifier les données |
| Cassignas                    | 47050      | 47340       | Agen               | Le Pays de Serres                         | CA du Grand Villeneuvois                   | 7,86             | 128 (2022)                        | 16                 | modifier les données · modifier les données |
| Castelculier                 | 47051      | 47240       | Agen               | Le Sud-Est agenais                        | CA Agglomération d'Agen                    | 14,95            | 2 383 (2022)                      | 159                | modifier les données · modifier les données |
| Casteljaloux                 | 47052      | 47700       | Nérac              | Les Forêts de Gascogne                    | CC des Coteaux et Landes de Gascogne       | 30,59            | 4 639 (2022)                      | 152                | modifier les données · modifier les données |
| Castella                     | 47053      | 47340       | Agen               | Le Pays de Serres                         | CA du Grand Villeneuvois                   | 12,52            | 377 (2022)                        | 30                 | modifier les données · modifier les données |
| Castelmoron-sur-Lot          | 47054      | 47260       | Marmande           | Tonneins                                  | CC Lot et Tolzac                           | 23,25            | 1 830 (2022)                      | 79                 | modifier les données · modifier les données |
| Castelnau-sur-Gupie          | 47056      | 47180       | Marmande           | Les Coteaux de Guyenne                    | CA Val de Garonne Agglomération            | 15,23            | 914 (2022)                        | 60                 | modifier les données · modifier les données |
| Castelnaud-de-Gratecambe     | 47055      | 47290       | Villeneuve-sur-Lot | Le Haut Agenais Périgord                  | CC des Bastides en Haut-Agenais Périgord   | 17,23            | 516 (2022)                        | 30                 | modifier les données · modifier les données |
| Castillonnès                 | 47057      | 47330       | Villeneuve-sur-Lot | Le Val du Dropt                           | CC des Bastides en Haut-Agenais Périgord   | 19,40            | 1 359 (2022)                      | 70                 | modifier les données · modifier les données |
| Caubeyres                    | 47058      | 47160       | Nérac              | Les Forêts de Gascogne                    | CC des Coteaux et Landes de Gascogne       | 14,39            | 273 (2022)                        | 19                 | modifier les données · modifier les données |
| Caubon-Saint-Sauveur         | 47059      | 47120       | Marmande           | Les Coteaux de Guyenne                    | CA Val de Garonne Agglomération            | 11,34            | 263 (2022)                        | 23                 | modifier les données · modifier les données |
| Caudecoste                   | 47060      | 47220       | Agen               | Le Sud-Est agenais                        | CA Agglomération d'Agen                    | 17,13            | 1 133 (2022)                      | 66                 | modifier les données · modifier les données |
| Caumont-sur-Garonne          | 47061      | 47430       | Marmande           | Marmande-2                                | CA Val de Garonne Agglomération            | 11,61            | 815 (2022)                        | 70                 | modifier les données · modifier les données |
| Cauzac                       | 47062      | 47470       | Agen               | Le Pays de Serres                         | CA Agglomération d'Agen                    | 14,52            | 413 (2022)                        | 28                 | modifier les données · modifier les données |
| Cavarc                       | 47063      | 47330       | Villeneuve-sur-Lot | Le Val du Dropt                           | CC des Bastides en Haut-Agenais Périgord   | 11,99            | 158 (2022)                        | 13                 | modifier les données · modifier les données |
| Cazideroque                  | 47064      | 47370       | Villeneuve-sur-Lot | Le Fumélois                               | CC Fumel Vallée du Lot                     | 11,94            | 246 (2022)                        | 21                 | modifier les données · modifier les données |
| Clairac                      | 47065      | 47320       | Marmande           | Tonneins                                  | CA Val de Garonne Agglomération            | 33,78            | 2 576 (2022)                      | 76                 | modifier les données · modifier les données |
| Clermont-Dessous             | 47066      | 47130       | Agen               | Le Confluent                              | CC du Confluent et des Coteaux de Prayssas | 15,08            | 810 (2022)                        | 54                 | modifier les données · modifier les données |
| Clermont-Soubiran            | 47067      | 47270       | Agen               | Le Sud-Est agenais                        | CC des Deux Rives                          | 10,39            | 405 (2022)                        | 39                 | modifier les données · modifier les données |
| Cocumont                     | 47068      | 47250       | Marmande           | Marmande-1                                | CA Val de Garonne Agglomération            | 25,44            | 1 110 (2022)                      | 44                 | modifier les données · modifier les données |
| Colayrac-Saint-Cirq          | 47069      | 47450       | Agen               | L'Ouest agenais                           | CA Agglomération d'Agen                    | 21,36            | 3 106 (2022)                      | 145                | modifier les données · modifier les données |
| Condezaygues                 | 47070      | 47500       | Villeneuve-sur-Lot | Le Fumélois                               | CC Fumel Vallée du Lot                     | 10,81            | 837 (2022)                        | 77                 | modifier les données · modifier les données |
| Coulx                        | 47071      | 47260       | Marmande           | Tonneins                                  | CC Lot et Tolzac                           | 16,32            | 254 (2022)                        | 16                 | modifier les données · modifier les données |
| Courbiac                     | 47072      | 47370       | Villeneuve-sur-Lot | Le Fumélois                               | CC Fumel Vallée du Lot                     | 9,05             | 108 (2022)                        | 12                 | modifier les données · modifier les données |
| Cours                        | 47073      | 47360       | Agen               | Le Confluent                              | CC du Confluent et des Coteaux de Prayssas | 11,43            | 193 (2022)                        | 17                 | modifier les données · modifier les données |
| Couthures-sur-Garonne        | 47074      | 47180       | Marmande           | Marmande-1                                | CA Val de Garonne Agglomération            | 6,98             | 366 (2022)                        | 52                 | modifier les données · modifier les données |
| La Croix-Blanche             | 47075      | 47340       | Agen               | Le Pays de Serres                         | CA du Grand Villeneuvois                   | 13,05            | 1 081 (2022)                      | 83                 | modifier les données · modifier les données |
| Cuq                          | 47076      | 47220       | Agen               | Le Sud-Est agenais                        | CA Agglomération d'Agen                    | 16,89            | 280 (2022)                        | 17                 | modifier les données · modifier les données |
| Cuzorn                       | 47077      | 47500       | Villeneuve-sur-Lot | Le Fumélois                               | CC Fumel Vallée du Lot                     | 23,34            | 850 (2022)                        | 36                 | modifier les données · modifier les données |
| Damazan                      | 47078      | 47160       | Nérac              | Lavardac                                  | CC du Confluent et des Coteaux de Prayssas | 16,37            | 1 353 (2022)                      | 83                 | modifier les données · modifier les données |
| Dausse                       | 47079      | 47140       | Villeneuve-sur-Lot | Le Pays de Serres                         | CC Fumel Vallée du Lot                     | 6,94             | 537 (2022)                        | 77                 | modifier les données · modifier les données |
| Dévillac                     | 47080      | 47210       | Villeneuve-sur-Lot | Le Haut Agenais Périgord                  | CC des Bastides en Haut-Agenais Périgord   | 9,25             | 157 (2022)                        | 17                 | modifier les données · modifier les données |
| Dolmayrac                    | 47081      | 47110       | Villeneuve-sur-Lot | Le Livradais                              | CA du Grand Villeneuvois                   | 19,40            | 714 (2022)                        | 37                 | modifier les données · modifier les données |
| Dondas                       | 47082      | 47470       | Agen               | Le Pays de Serres                         | CA Agglomération d'Agen                    | 14,37            | 216 (2022)                        | 15                 | modifier les données · modifier les données |
| Doudrac                      | 47083      | 47210       | Villeneuve-sur-Lot | Le Haut Agenais Périgord                  | CC des Bastides en Haut-Agenais Périgord   | 8,61             | 108 (2022)                        | 13                 | modifier les données · modifier les données |
| Douzains                     | 47084      | 47330       | Villeneuve-sur-Lot | Le Val du Dropt                           | CC des Bastides en Haut-Agenais Périgord   | 12,66            | 261 (2022)                        | 21                 | modifier les données · modifier les données |
| Durance                      | 47085      | 47420       | Nérac              | Les Forêts de Gascogne                    | CC des Coteaux et Landes de Gascogne       | 38,60            | 268 (2022)                        | 6,9                | modifier les données · modifier les données |
| Duras                        | 47086      | 47120       | Marmande           | Les Coteaux de Guyenne                    | CC du Pays de Duras                        | 20,17            | 1 206 (2022)                      | 60                 | modifier les données · modifier les données |
| Engayrac                     | 47087      | 47470       | Agen               | Le Pays de Serres                         | CA Agglomération d'Agen                    | 10,03            | 159 (2022)                        | 16                 | modifier les données · modifier les données |
| Escassefort                  | 47088      | 47350       | Marmande           | Les Coteaux de Guyenne                    | CA Val de Garonne Agglomération            | 13,92            | 654 (2022)                        | 47                 | modifier les données · modifier les données |
| Esclottes                    | 47089      | 47120       | Marmande           | Les Coteaux de Guyenne                    | CC du Pays de Duras                        | 9,24             | 163 (2022)                        | 18                 | modifier les données · modifier les données |
| Espiens                      | 47090      | 47600       | Nérac              | L'Albret                                  | CC Albret Communauté                       | 17,48            | 358 (2022)                        | 20                 | modifier les données · modifier les données |
| Estillac                     | 47091      | 47310       | Agen               | L'Ouest agenais                           | CA Agglomération d'Agen                    | 7,94             | 2 392 (2022)                      | 301                | modifier les données · modifier les données |
| Fals                         | 47092      | 47220       | Agen               | Le Sud-Est agenais                        | CA Agglomération d'Agen                    | 9,40             | 405 (2022)                        | 43                 | modifier les données · modifier les données |
| Fargues-sur-Ourbise          | 47093      | 47700       | Nérac              | Les Forêts de Gascogne                    | CC des Coteaux et Landes de Gascogne       | 44,16            | 341 (2022)                        | 7,7                | modifier les données · modifier les données |
| Fauguerolles                 | 47094      | 47400       | Marmande           | Marmande-2                                | CA Val de Garonne Agglomération            | 6,93             | 827 (2022)                        | 119                | modifier les données · modifier les données |
| Fauillet                     | 47095      | 47400       | Marmande           | Tonneins                                  | CA Val de Garonne Agglomération            | 14,23            | 857 (2022)                        | 60                 | modifier les données · modifier les données |
| Ferrensac                    | 47096      | 47330       | Villeneuve-sur-Lot | Le Val du Dropt                           | CC des Bastides en Haut-Agenais Périgord   | 12,32            | 202 (2022)                        | 16                 | modifier les données · modifier les données |
| Feugarolles                  | 47097      | 47230       | Nérac              | Lavardac                                  | CC Albret Communauté                       | 23,82            | 1 015 (2022)                      | 43                 | modifier les données · modifier les données |
| Fieux                        | 47098      | 47600       | Nérac              | L'Albret                                  | CC Albret Communauté                       | 14,85            | 327 (2022)                        | 22                 | modifier les données · modifier les données |
| Fongrave                     | 47099      | 47260       | Villeneuve-sur-Lot | Le Livradais                              | CA du Grand Villeneuvois                   | 9,46             | 625 (2022)                        | 66                 | modifier les données · modifier les données |
| Foulayronnes                 | 47100      | 47510       | Agen               | Agen-1                                    | CA Agglomération d'Agen                    | 28,86            | 5 480 (2022)                      | 190                | modifier les données · modifier les données |
| Fourques-sur-Garonne         | 47101      | 47200       | Marmande           | Marmande-2                                | CA Val de Garonne Agglomération            | 13,96            | 1 307 (2022)                      | 94                 | modifier les données · modifier les données |
| Francescas                   | 47102      | 47600       | Nérac              | L'Albret                                  | CC Albret Communauté                       | 21,23            | 732 (2022)                        | 34                 | modifier les données · modifier les données |
| Fréchou                      | 47103      | 47600       | Nérac              | L'Albret                                  | CC Albret Communauté                       | 11,97            | 223 (2022)                        | 19                 | modifier les données · modifier les données |
| Frégimont                    | 47104      | 47360       | Agen               | Le Confluent                              | CC du Confluent et des Coteaux de Prayssas | 7,59             | 272 (2022)                        | 36                 | modifier les données · modifier les données |
| Frespech                     | 47105      | 47140       | Villeneuve-sur-Lot | Le Pays de Serres                         | CC Fumel Vallée du Lot                     | 11,70            | 283 (2022)                        | 24                 | modifier les données · modifier les données |
| Fumel                        | 47106      | 47500       | Villeneuve-sur-Lot | Le Fumélois                               | CC Fumel Vallée du Lot                     | 22,66            | 4 696 (2022)                      | 207                | modifier les données · modifier les données |
| Galapian                     | 47107      | 47190       | Agen               | Le Confluent                              | CC du Confluent et des Coteaux de Prayssas | 9,25             | 334 (2022)                        | 36                 | modifier les données · modifier les données |
| Gaujac                       | 47108      | 47200       | Marmande           | Marmande-1                                | CA Val de Garonne Agglomération            | 7,33             | 241 (2022)                        | 33                 | modifier les données · modifier les données |
| Gavaudun                     | 47109      | 47150       | Villeneuve-sur-Lot | Le Haut Agenais Périgord                  | CC des Bastides en Haut-Agenais Périgord   | 21,33            | 304 (2022)                        | 14                 | modifier les données · modifier les données |
| Gontaud-de-Nogaret           | 47110      | 47400       | Marmande           | Marmande-2                                | CA Val de Garonne Agglomération            | 29,51            | 1 641 (2022)                      | 56                 | modifier les données · modifier les données |
| Granges-sur-Lot              | 47111      | 47260       | Agen               | Le Confluent                              | CC du Confluent et des Coteaux de Prayssas | 4,19             | 589 (2022)                        | 141                | modifier les données · modifier les données |
| Grateloup-Saint-Gayrand      | 47112      | 47400       | Marmande           | Tonneins                                  | CA Val de Garonne Agglomération            | 20,67            | 470 (2022)                        | 23                 | modifier les données · modifier les données |
| Grayssas                     | 47113      | 47270       | Agen               | Le Sud-Est agenais                        | CC des Deux Rives                          | 9,37             | 147 (2022)                        | 16                 | modifier les données · modifier les données |
| Grézet-Cavagnan              | 47114      | 47250       | Marmande           | Les Forêts de Gascogne                    | CC des Coteaux et Landes de Gascogne       | 12,55            | 403 (2022)                        | 32                 | modifier les données · modifier les données |
| Guérin                       | 47115      | 47250       | Marmande           | Les Forêts de Gascogne                    | CC des Coteaux et Landes de Gascogne       | 10,43            | 247 (2022)                        | 24                 | modifier les données · modifier les données |
| Hautefage-la-Tour            | 47117      | 47340       | Villeneuve-sur-Lot | Villeneuve-sur-Lot-2                      | CA du Grand Villeneuvois                   | 20,75            | 1 028 (2022)                      | 50                 | modifier les données · modifier les données |
| Hautesvignes                 | 47118      | 47400       | Marmande           | Tonneins                                  | CC Lot et Tolzac                           | 8,85             | 166 (2022)                        | 19                 | modifier les données · modifier les données |
| Houeillès                    | 47119      | 47420       | Nérac              | Les Forêts de Gascogne                    | CC des Coteaux et Landes de Gascogne       | 67,63            | 550 (2022)                        | 8,1                | modifier les données · modifier les données |
| Jusix                        | 47120      | 47180       | Marmande           | Les Coteaux de Guyenne                    | CA Val de Garonne Agglomération            | 7,50             | 94 (2022)                         | 13                 | modifier les données · modifier les données |
| Labastide-Castel-Amouroux    | 47121      | 47250       | Marmande           | Les Forêts de Gascogne                    | CC des Coteaux et Landes de Gascogne       | 11,95            | 317 (2022)                        | 27                 | modifier les données · modifier les données |
| Labretonie                   | 47122      | 47350       | Marmande           | Tonneins                                  | CC Lot et Tolzac                           | 11,80            | 169 (2022)                        | 14                 | modifier les données · modifier les données |
| Lacapelle-Biron              | 47123      | 47150       | Villeneuve-sur-Lot | Le Fumélois                               | CC Fumel Vallée du Lot                     | 13,96            | 399 (2022)                        | 29                 | modifier les données · modifier les données |
| Lacaussade                   | 47124      | 47150       | Villeneuve-sur-Lot | Le Haut Agenais Périgord                  | CC des Bastides en Haut-Agenais Périgord   | 10,28            | 208 (2022)                        | 20                 | modifier les données · modifier les données |
| Lacépède                     | 47125      | 47360       | Agen               | Le Confluent                              | CC du Confluent et des Coteaux de Prayssas | 11,33            | 316 (2022)                        | 28                 | modifier les données · modifier les données |
| Lachapelle                   | 47126      | 47350       | Marmande           | Les Coteaux de Guyenne                    | CC du Pays de Lauzun                       | 4,53             | 101 (2022)                        | 22                 | modifier les données · modifier les données |
| Lafitte-sur-Lot              | 47127      | 47320       | Marmande           | Tonneins                                  | CA Val de Garonne Agglomération            | 15,99            | 814 (2022)                        | 51                 | modifier les données · modifier les données |
| Lafox                        | 47128      | 47240       | Agen               | Le Sud-Est agenais                        | CA Agglomération d'Agen                    | 5,23             | 1 079 (2022)                      | 206                | modifier les données · modifier les données |
| Lagarrigue                   | 47129      | 47190       | Agen               | Le Confluent                              | CC du Confluent et des Coteaux de Prayssas | 4,38             | 274 (2022)                        | 63                 | modifier les données · modifier les données |
| Lagruère                     | 47130      | 47400       | Marmande           | Les Forêts de Gascogne                    | CA Val de Garonne Agglomération            | 9,86             | 343 (2022)                        | 35                 | modifier les données · modifier les données |
| Lagupie                      | 47131      | 47180       | Marmande           | Les Coteaux de Guyenne                    | CA Val de Garonne Agglomération            | 8,69             | 686 (2022)                        | 79                 | modifier les données · modifier les données |
| Lalandusse                   | 47132      | 47330       | Villeneuve-sur-Lot | Le Val du Dropt                           | CC des Bastides en Haut-Agenais Périgord   | 9,37             | 221 (2022)                        | 24                 | modifier les données · modifier les données |
| Lamontjoie                   | 47133      | 47310       | Nérac              | L'Albret                                  | CC Albret Communauté                       | 17,75            | 555 (2022)                        | 31                 | modifier les données · modifier les données |
| Lannes                       | 47134      | 47170       | Nérac              | L'Albret                                  | CC Albret Communauté                       | 32,40            | 361 (2022)                        | 11                 | modifier les données · modifier les données |
| Laparade                     | 47135      | 47260       | Marmande           | Tonneins                                  | CC Lot et Tolzac                           | 16,22            | 395 (2022)                        | 24                 | modifier les données · modifier les données |
| Laperche                     | 47136      | 47800       | Marmande           | Le Val du Dropt                           | CC du Pays de Lauzun                       | 8,42             | 141 (2022)                        | 17                 | modifier les données · modifier les données |
| Laplume                      | 47137      | 47310       | Agen               | L'Ouest agenais                           | CA Agglomération d'Agen                    | 32,64            | 1 335 (2022)                      | 41                 | modifier les données · modifier les données |
| Laroque-Timbaut              | 47138      | 47340       | Agen               | Le Pays de Serres                         | CA du Grand Villeneuvois                   | 21,64            | 1 589 (2022)                      | 73                 | modifier les données · modifier les données |
| Lasserre                     | 47139      | 47600       | Nérac              | L'Albret                                  | CC Albret Communauté                       | 6,49             | 98 (2022)                         | 15                 | modifier les données · modifier les données |
| Laugnac                      | 47140      | 47360       | Agen               | Le Confluent                              | CC du Confluent et des Coteaux de Prayssas | 17,35            | 692 (2022)                        | 40                 | modifier les données · modifier les données |
| Laussou                      | 47141      | 47150       | Villeneuve-sur-Lot | Le Haut Agenais Périgord                  | CC des Bastides en Haut-Agenais Périgord   | 17,15            | 275 (2022)                        | 16                 | modifier les données · modifier les données |
| Lauzun                       | 47142      | 47410       | Marmande           | Le Val du Dropt                           | CC du Pays de Lauzun                       | 24,09            | 731 (2022)                        | 30                 | modifier les données · modifier les données |
| Lavardac                     | 47143      | 47230       | Nérac              | Lavardac                                  | CC Albret Communauté                       | 15,10            | 2 297 (2022)                      | 152                | modifier les données · modifier les données |
| Lavergne                     | 47144      | 47800       | Marmande           | Le Val du Dropt                           | CC du Pays de Lauzun                       | 19,96            | 559 (2022)                        | 28                 | modifier les données · modifier les données |
| Layrac                       | 47145      | 47390       | Agen               | Le Sud-Est agenais                        | CA Agglomération d'Agen                    | 38,11            | 3 913 (2022)                      | 103                | modifier les données · modifier les données |
| Lédat                        | 47146      | 47300       | Villeneuve-sur-Lot | Villeneuve-sur-Lot-1                      | CA du Grand Villeneuvois                   | 12,43            | 1 430 (2022)                      | 115                | modifier les données · modifier les données |
| Lévignac-de-Guyenne          | 47147      | 47120       | Marmande           | Les Coteaux de Guyenne                    | CC du Pays de Duras                        | 25,02            | 678 (2022)                        | 27                 | modifier les données · modifier les données |
| Leyritz-Moncassin            | 47148      | 47700       | Nérac              | Les Forêts de Gascogne                    | CC des Coteaux et Landes de Gascogne       | 20,24            | 206 (2022)                        | 10                 | modifier les données · modifier les données |
| Longueville                  | 47150      | 47200       | Marmande           | Marmande-2                                | CA Val de Garonne Agglomération            | 4,79             | 375 (2022)                        | 78                 | modifier les données · modifier les données |
| Loubès-Bernac                | 47151      | 47120       | Marmande           | Les Coteaux de Guyenne                    | CC du Pays de Duras                        | 19,31            | 409 (2022)                        | 21                 | modifier les données · modifier les données |
| Lougratte                    | 47152      | 47290       | Villeneuve-sur-Lot | Le Val du Dropt                           | CC des Bastides en Haut-Agenais Périgord   | 20,45            | 422 (2022)                        | 21                 | modifier les données · modifier les données |
| Lusignan-Petit               | 47154      | 47360       | Agen               | Le Confluent                              | CC du Confluent et des Coteaux de Prayssas | 7,35             | 363 (2022)                        | 49                 | modifier les données · modifier les données |
| Madaillan                    | 47155      | 47360       | Agen               | Le Confluent                              | CC du Confluent et des Coteaux de Prayssas | 24,39            | 664 (2022)                        | 27                 | modifier les données · modifier les données |
| Marcellus                    | 47156      | 47200       | Marmande           | Marmande-1                                | CA Val de Garonne Agglomération            | 11,77            | 874 (2022)                        | 74                 | modifier les données · modifier les données |
| Marmande                     | 47157      | 47200       | Marmande           | Marmande-1 Marmande-2                     | CA Val de Garonne Agglomération            | 45,06            | 17 361 (2022)                     | 385                | modifier les données · modifier les données |
| Marmont-Pachas               | 47158      | 47220       | Agen               | L'Ouest agenais                           | CA Agglomération d'Agen                    | 7,96             | 165 (2022)                        | 21                 | modifier les données · modifier les données |
| Le Mas-d'Agenais             | 47159      | 47430       | Marmande           | Les Forêts de Gascogne                    | CA Val de Garonne Agglomération            | 21,18            | 1 486 (2022)                      | 70                 | modifier les données · modifier les données |
| Masquières                   | 47160      | 47370       | Villeneuve-sur-Lot | Le Fumélois                               | CC Fumel Vallée du Lot                     | 12,31            | 175 (2022)                        | 14                 | modifier les données · modifier les données |
| Massels                      | 47161      | 47140       | Villeneuve-sur-Lot | Le Pays de Serres                         | CC Fumel Vallée du Lot                     | 6,17             | 118 (2022)                        | 19                 | modifier les données · modifier les données |
| Massoulès                    | 47162      | 47140       | Villeneuve-sur-Lot | Le Pays de Serres                         | CC Fumel Vallée du Lot                     | 7,86             | 201 (2022)                        | 26                 | modifier les données · modifier les données |
| Mauvezin-sur-Gupie           | 47163      | 47200       | Marmande           | Les Coteaux de Guyenne                    | CA Val de Garonne Agglomération            | 15,80            | 611 (2022)                        | 39                 | modifier les données · modifier les données |
| Mazières-Naresse             | 47164      | 47210       | Villeneuve-sur-Lot | Le Haut Agenais Périgord                  | CC des Bastides en Haut-Agenais Périgord   | 8,93             | 99 (2022)                         | 11                 | modifier les données · modifier les données |
| Meilhan-sur-Garonne          | 47165      | 47180       | Marmande           | Marmande-1                                | CA Val de Garonne Agglomération            | 28,62            | 1 330 (2022)                      | 46                 | modifier les données · modifier les données |
| Mézin                        | 47167      | 47170       | Nérac              | L'Albret                                  | CC Albret Communauté                       | 31,58            | 1 455 (2022)                      | 46                 | modifier les données · modifier les données |
| Miramont-de-Guyenne          | 47168      | 47800       | Marmande           | Le Val du Dropt                           | CC du Pays de Lauzun                       | 16,66            | 3 082 (2022)                      | 185                | modifier les données · modifier les données |
| Moirax                       | 47169      | 47310       | Agen               | L'Ouest agenais                           | CA Agglomération d'Agen                    | 16,20            | 1 199 (2022)                      | 74                 | modifier les données · modifier les données |
| Monbahus                     | 47170      | 47290       | Villeneuve-sur-Lot | Le Haut Agenais Périgord                  | CC des Bastides en Haut-Agenais Périgord   | 31,97            | 628 (2022)                        | 20                 | modifier les données · modifier les données |
| Monbalen                     | 47171      | 47340       | Agen               | Le Pays de Serres                         | CA du Grand Villeneuvois                   | 13,00            | 449 (2022)                        | 35                 | modifier les données · modifier les données |
| Moncaut                      | 47172      | 47310       | Nérac              | L'Albret                                  | CC Albret Communauté                       | 15,76            | 573 (2022)                        | 36                 | modifier les données · modifier les données |
| Monclar                      | 47173      | 47380       | Villeneuve-sur-Lot | Le Livradais                              | CC Lot et Tolzac                           | 24,02            | 898 (2022)                        | 37                 | modifier les données · modifier les données |
| Moncrabeau                   | 47174      | 47600       | Nérac              | L'Albret                                  | CC Albret Communauté                       | 49,94            | 741 (2022)                        | 15                 | modifier les données · modifier les données |
| Monflanquin                  | 47175      | 47150       | Villeneuve-sur-Lot | Le Haut Agenais Périgord                  | CC des Bastides en Haut-Agenais Périgord   | 62,21            | 2 358 (2022)                      | 38                 | modifier les données · modifier les données |
| Monheurt                     | 47177      | 47160       | Nérac              | Lavardac                                  | CC du Confluent et des Coteaux de Prayssas | 11,44            | 193 (2022)                        | 17                 | modifier les données · modifier les données |
| Monségur                     | 47178      | 47150       | Villeneuve-sur-Lot | Le Haut Agenais Périgord                  | CC des Bastides en Haut-Agenais Périgord   | 10,99            | 400 (2022)                        | 36                 | modifier les données · modifier les données |
| Monsempron-Libos             | 47179      | 47500       | Villeneuve-sur-Lot | Le Fumélois                               | CC Fumel Vallée du Lot                     | 9,05             | 2 104 (2022)                      | 232                | modifier les données · modifier les données |
| Montagnac-sur-Auvignon       | 47180      | 47600       | Nérac              | L'Albret                                  | CC Albret Communauté                       | 22,69            | 641 (2022)                        | 28                 | modifier les données · modifier les données |
| Montagnac-sur-Lède           | 47181      | 47150       | Villeneuve-sur-Lot | Le Haut Agenais Périgord                  | CC des Bastides en Haut-Agenais Périgord   | 19,55            | 271 (2022)                        | 14                 | modifier les données · modifier les données |
| Montastruc                   | 47182      | 47380       | Villeneuve-sur-Lot | Le Livradais                              | CC Lot et Tolzac                           | 24,88            | 233 (2022)                        | 9,4                | modifier les données · modifier les données |
| Montauriol                   | 47183      | 47330       | Villeneuve-sur-Lot | Le Val du Dropt                           | CC des Bastides en Haut-Agenais Périgord   | 9,92             | 222 (2022)                        | 22                 | modifier les données · modifier les données |
| Montaut                      | 47184      | 47210       | Villeneuve-sur-Lot | Le Haut Agenais Périgord                  | CC des Bastides en Haut-Agenais Périgord   | 14,19            | 255 (2022)                        | 18                 | modifier les données · modifier les données |
| Montayral                    | 47185      | 47500       | Villeneuve-sur-Lot | Le Fumélois                               | CC Fumel Vallée du Lot                     | 24,54            | 2 667 (2022)                      | 109                | modifier les données · modifier les données |
| Montesquieu                  | 47186      | 47130       | Nérac              | Lavardac                                  | CC Albret Communauté                       | 25,53            | 744 (2022)                        | 29                 | modifier les données · modifier les données |
| Monteton                     | 47187      | 47120       | Marmande           | Les Coteaux de Guyenne                    | CC du Pays de Duras                        | 13,81            | 324 (2022)                        | 23                 | modifier les données · modifier les données |
| Montgaillard-en-Albret       | 47176      | 47230       | Nérac              | Lavardac                                  | CC Albret Communauté                       | 8,53             | 167 (2022)                        | 20                 | modifier les données · modifier les données |
| Montignac-de-Lauzun          | 47188      | 47800       | Marmande           | Le Val du Dropt                           | CC du Pays de Lauzun                       | 20,46            | 286 (2022)                        | 14                 | modifier les données · modifier les données |
| Montignac-Toupinerie         | 47189      | 47350       | Marmande           | Les Coteaux de Guyenne                    | CC du Pays de Lauzun                       | 8,31             | 139 (2022)                        | 17                 | modifier les données · modifier les données |
| Montpezat                    | 47190      | 47360       | Agen               | Le Confluent                              | CC du Confluent et des Coteaux de Prayssas | 24,19            | 562 (2022)                        | 23                 | modifier les données · modifier les données |
| Montpouillan                 | 47191      | 47200       | Marmande           | Marmande-1                                | CA Val de Garonne Agglomération            | 12,07            | 817 (2022)                        | 68                 | modifier les données · modifier les données |
| Monviel                      | 47192      | 47290       | Villeneuve-sur-Lot | Le Haut Agenais Périgord                  | CC des Bastides en Haut-Agenais Périgord   | 6,23             | 77 (2022)                         | 12                 | modifier les données · modifier les données |
| Moulinet                     | 47193      | 47290       | Villeneuve-sur-Lot | Le Haut Agenais Périgord                  | CC des Bastides en Haut-Agenais Périgord   | 14,57            | 197 (2022)                        | 14                 | modifier les données · modifier les données |
| Moustier                     | 47194      | 47800       | Marmande           | Les Coteaux de Guyenne                    | CC du Pays de Lauzun                       | 8,33             | 318 (2022)                        | 38                 | modifier les données · modifier les données |
| Nérac                        | 47195      | 47600       | Nérac              | L'Albret                                  | CC Albret Communauté                       | 62,68            | 6 937 (2022)                      | 111                | modifier les données · modifier les données |
| Nicole                       | 47196      | 47190       | Agen               | Le Confluent                              | CC du Confluent et des Coteaux de Prayssas | 4,78             | 239 (2022)                        | 50                 | modifier les données · modifier les données |
| Nomdieu                      | 47197      | 47600       | Nérac              | L'Albret                                  | CC Albret Communauté                       | 12,59            | 252 (2022)                        | 20                 | modifier les données · modifier les données |
| Pailloles                    | 47198      | 47440       | Villeneuve-sur-Lot | Le Haut Agenais Périgord                  | CC des Bastides en Haut-Agenais Périgord   | 9,16             | 314 (2022)                        | 34                 | modifier les données · modifier les données |
| Pardaillan                   | 47199      | 47120       | Marmande           | Les Coteaux de Guyenne                    | CC du Pays de Duras                        | 19,71            | 334 (2022)                        | 17                 | modifier les données · modifier les données |
| Parranquet                   | 47200      | 47210       | Villeneuve-sur-Lot | Le Haut Agenais Périgord                  | CC des Bastides en Haut-Agenais Périgord   | 9,62             | 115 (2022)                        | 12                 | modifier les données · modifier les données |
| Le Passage                   | 47201      | 47520       | Agen               | Agen-4                                    | CA Agglomération d'Agen                    | 12,89            | 9 360 (2022)                      | 726                | modifier les données · modifier les données |
| Paulhiac                     | 47202      | 47150       | Villeneuve-sur-Lot | Le Haut Agenais Périgord                  | CC des Bastides en Haut-Agenais Périgord   | 21,89            | 307 (2022)                        | 14                 | modifier les données · modifier les données |
| Penne-d'Agenais              | 47203      | 47140       | Villeneuve-sur-Lot | Le Pays de Serres                         | CC Fumel Vallée du Lot                     | 46,71            | 2 495 (2022)                      | 53                 | modifier les données · modifier les données |
| Peyrière                     | 47204      | 47350       | Marmande           | Le Val du Dropt                           | CC du Pays de Lauzun                       | 8,14             | 290 (2022)                        | 36                 | modifier les données · modifier les données |
| Pindères                     | 47205      | 47700       | Nérac              | Les Forêts de Gascogne                    | CC des Coteaux et Landes de Gascogne       | 40,76            | 190 (2022)                        | 4,7                | modifier les données · modifier les données |
| Pinel-Hauterive              | 47206      | 47380       | Villeneuve-sur-Lot | Le Livradais                              | CC Lot et Tolzac                           | 21,77            | 572 (2022)                        | 26                 | modifier les données · modifier les données |
| Pompiey                      | 47207      | 47230       | Nérac              | Lavardac                                  | CC Albret Communauté                       | 19,61            | 213 (2022)                        | 11                 | modifier les données · modifier les données |
| Pompogne                     | 47208      | 47420       | Nérac              | Les Forêts de Gascogne                    | CC des Coteaux et Landes de Gascogne       | 35,96            | 195 (2022)                        | 5,4                | modifier les données · modifier les données |
| Pont-du-Casse                | 47209      | 47480       | Agen               | Agen-1                                    | CA Agglomération d'Agen                    | 19,10            | 4 192 (2022)                      | 219                | modifier les données · modifier les données |
| Port-Sainte-Marie            | 47210      | 47130       | Agen               | Le Confluent                              | CC du Confluent et des Coteaux de Prayssas | 18,94            | 1 846 (2022)                      | 97                 | modifier les données · modifier les données |
| Poudenas                     | 47211      | 47170       | Nérac              | L'Albret                                  | CC Albret Communauté                       | 17,24            | 200 (2022)                        | 12                 | modifier les données · modifier les données |
| Poussignac                   | 47212      | 47700       | Marmande           | Les Forêts de Gascogne                    | CC des Coteaux et Landes de Gascogne       | 13,02            | 307 (2022)                        | 24                 | modifier les données · modifier les données |
| Prayssas                     | 47213      | 47360       | Agen               | Le Confluent                              | CC du Confluent et des Coteaux de Prayssas | 26,48            | 995 (2022)                        | 38                 | modifier les données · modifier les données |
| Puch-d'Agenais               | 47214      | 47160       | Nérac              | Lavardac                                  | CC du Confluent et des Coteaux de Prayssas | 23,00            | 713 (2022)                        | 31                 | modifier les données · modifier les données |
| Pujols                       | 47215      | 47300       | Villeneuve-sur-Lot | Villeneuve-sur-Lot-2                      | CA du Grand Villeneuvois                   | 24,98            | 3 776 (2022)                      | 151                | modifier les données · modifier les données |
| Puymiclan                    | 47216      | 47350       | Marmande           | Les Coteaux de Guyenne                    | CA Val de Garonne Agglomération            | 25,74            | 707 (2022)                        | 27                 | modifier les données · modifier les données |
| Puymirol                     | 47217      | 47270       | Agen               | Le Sud-Est agenais                        | CA Agglomération d'Agen                    | 19,54            | 903 (2022)                        | 46                 | modifier les données · modifier les données |
| Puysserampion                | 47218      | 47800       | Marmande           | Le Val du Dropt                           | CC du Pays de Lauzun                       | 10,72            | 256 (2022)                        | 24                 | modifier les données · modifier les données |
| Rayet                        | 47219      | 47210       | Villeneuve-sur-Lot | Le Haut Agenais Périgord                  | CC des Bastides en Haut-Agenais Périgord   | 10,02            | 174 (2022)                        | 17                 | modifier les données · modifier les données |
| Razimet                      | 47220      | 47160       | Nérac              | Lavardac                                  | CC du Confluent et des Coteaux de Prayssas | 7,18             | 300 (2022)                        | 42                 | modifier les données · modifier les données |
| Réaup-Lisse                  | 47221      | 47170       | Nérac              | L'Albret                                  | CC Albret Communauté                       | 70,89            | 594 (2022)                        | 8,4                | modifier les données · modifier les données |
| La Réunion                   | 47222      | 47700       | Nérac              | Les Forêts de Gascogne                    | CC des Coteaux et Landes de Gascogne       | 28,06            | 515 (2022)                        | 18                 | modifier les données · modifier les données |
| Rives                        | 47223      | 47210       | Villeneuve-sur-Lot | Le Haut Agenais Périgord                  | CC des Bastides en Haut-Agenais Périgord   | 12,79            | 195 (2022)                        | 15                 | modifier les données · modifier les données |
| Romestaing                   | 47224      | 47250       | Marmande           | Les Forêts de Gascogne                    | CC des Coteaux et Landes de Gascogne       | 15,46            | 158 (2022)                        | 10                 | modifier les données · modifier les données |
| Roquefort                    | 47225      | 47310       | Agen               | L'Ouest agenais                           | CA Agglomération d'Agen                    | 7,53             | 2 091 (2022)                      | 278                | modifier les données · modifier les données |
| Roumagne                     | 47226      | 47800       | Marmande           | Le Val du Dropt                           | CC du Pays de Lauzun                       | 10,54            | 529 (2022)                        | 50                 | modifier les données · modifier les données |
| Ruffiac                      | 47227      | 47700       | Marmande           | Les Forêts de Gascogne                    | CC des Coteaux et Landes de Gascogne       | 12,84            | 180 (2022)                        | 14                 | modifier les données · modifier les données |
| Saint-Antoine-de-Ficalba     | 47228      | 47340       | Villeneuve-sur-Lot | Villeneuve-sur-Lot-2                      | CA du Grand Villeneuvois                   | 10,93            | 714 (2022)                        | 65                 | modifier les données · modifier les données |
| Saint-Astier                 | 47229      | 47120       | Marmande           | Les Coteaux de Guyenne                    | CC du Pays de Duras                        | 9,56             | 213 (2022)                        | 22                 | modifier les données · modifier les données |
| Saint-Aubin                  | 47230      | 47150       | Villeneuve-sur-Lot | Le Haut Agenais Périgord                  | CC des Bastides en Haut-Agenais Périgord   | 18,51            | 389 (2022)                        | 21                 | modifier les données · modifier les données |
| Saint-Avit                   | 47231      | 47350       | Marmande           | Les Coteaux de Guyenne                    | CA Val de Garonne Agglomération            | 8,95             | 183 (2022)                        | 20                 | modifier les données · modifier les données |
| Saint-Barthélemy-d'Agenais   | 47232      | 47350       | Marmande           | Les Coteaux de Guyenne                    | CA Val de Garonne Agglomération            | 15,28            | 530 (2022)                        | 35                 | modifier les données · modifier les données |
| Saint-Caprais-de-Lerm        | 47234      | 47270       | Agen               | Le Sud-Est agenais                        | CA Agglomération d'Agen                    | 13,60            | 703 (2022)                        | 52                 | modifier les données · modifier les données |
| Saint-Colomb-de-Lauzun       | 47235      | 47410       | Marmande           | Le Val du Dropt                           | CC du Pays de Lauzun                       | 23,19            | 474 (2022)                        | 20                 | modifier les données · modifier les données |
| Saint-Étienne-de-Fougères    | 47239      | 47380       | Villeneuve-sur-Lot | Le Livradais                              | CA du Grand Villeneuvois                   | 9,90             | 862 (2022)                        | 87                 | modifier les données · modifier les données |
| Saint-Étienne-de-Villeréal   | 47240      | 47210       | Villeneuve-sur-Lot | Le Haut Agenais Périgord                  | CC des Bastides en Haut-Agenais Périgord   | 14,62            | 266 (2022)                        | 18                 | modifier les données · modifier les données |
| Saint-Eutrope-de-Born        | 47241      | 47210       | Villeneuve-sur-Lot | Le Haut Agenais Périgord                  | CC des Bastides en Haut-Agenais Périgord   | 38,28            | 683 (2022)                        | 18                 | modifier les données · modifier les données |
| Saint-Front-sur-Lémance      | 47242      | 47500       | Villeneuve-sur-Lot | Le Fumélois                               | CC Fumel Vallée du Lot                     | 19,58            | 501 (2022)                        | 26                 | modifier les données · modifier les données |
| Saint-Georges                | 47328      | 47370       | Villeneuve-sur-Lot | Le Fumélois                               | CC Fumel Vallée du Lot                     | 15,96            | 510 (2022)                        | 32                 | modifier les données · modifier les données |
| Saint-Géraud                 | 47245      | 47120       | Marmande           | Les Coteaux de Guyenne                    | CC du Pays de Duras                        | 5,68             | 86 (2022)                         | 15                 | modifier les données · modifier les données |
| Saint-Hilaire-de-Lusignan    | 47246      | 47450       | Agen               | L'Ouest agenais                           | CA Agglomération d'Agen                    | 16,77            | 1 509 (2022)                      | 90                 | modifier les données · modifier les données |
| Saint-Jean-de-Duras          | 47247      | 47120       | Marmande           | Les Coteaux de Guyenne                    | CC du Pays de Duras                        | 16,56            | 255 (2022)                        | 15                 | modifier les données · modifier les données |
| Saint-Jean-de-Thurac         | 47248      | 47270       | Agen               | Le Sud-Est agenais                        | CA Agglomération d'Agen                    | 5,12             | 560 (2022)                        | 109                | modifier les données · modifier les données |
| Saint-Laurent                | 47249      | 47130       | Nérac              | Lavardac                                  | CC du Confluent et des Coteaux de Prayssas | 4,40             | 459 (2022)                        | 104                | modifier les données · modifier les données |
| Saint-Léger                  | 47250      | 47160       | Nérac              | Lavardac                                  | CC du Confluent et des Coteaux de Prayssas | 5,79             | 157 (2022)                        | 27                 | modifier les données · modifier les données |
| Saint-Léon                   | 47251      | 47160       | Nérac              | Lavardac                                  | CC du Confluent et des Coteaux de Prayssas | 9,60             | 326 (2022)                        | 34                 | modifier les données · modifier les données |
| Saint-Martin-Curton          | 47254      | 47700       | Nérac              | Les Forêts de Gascogne                    | CC des Coteaux et Landes de Gascogne       | 41,48            | 305 (2022)                        | 7,4                | modifier les données · modifier les données |
| Saint-Martin-de-Beauville    | 47255      | 47270       | Agen               | Le Pays de Serres                         | CA Agglomération d'Agen                    | 7,54             | 156 (2022)                        | 21                 | modifier les données · modifier les données |
| Saint-Martin-de-Villeréal    | 47256      | 47210       | Villeneuve-sur-Lot | Le Haut Agenais Périgord                  | CC des Bastides en Haut-Agenais Périgord   | 8,22             | 105 (2022)                        | 13                 | modifier les données · modifier les données |
| Saint-Martin-Petit           | 47257      | 47180       | Marmande           | Les Coteaux de Guyenne                    | CA Val de Garonne Agglomération            | 6,39             | 624 (2022)                        | 98                 | modifier les données · modifier les données |
| Saint-Maurice-de-Lestapel    | 47259      | 47290       | Villeneuve-sur-Lot | Le Haut Agenais Périgord                  | CC des Bastides en Haut-Agenais Périgord   | 7,79             | 107 (2022)                        | 14                 | modifier les données · modifier les données |
| Saint-Maurin                 | 47260      | 47270       | Agen               | Le Pays de Serres                         | CA Agglomération d'Agen                    | 21,74            | 383 (2022)                        | 18                 | modifier les données · modifier les données |
| Saint-Nicolas-de-la-Balerme  | 47262      | 47220       | Agen               | Le Sud-Est agenais                        | CA Agglomération d'Agen                    | 4,72             | 425 (2022)                        | 90                 | modifier les données · modifier les données |
| Saint-Pardoux-du-Breuil      | 47263      | 47200       | Marmande           | Marmande-2                                | CA Val de Garonne Agglomération            | 7,30             | 618 (2022)                        | 85                 | modifier les données · modifier les données |
| Saint-Pardoux-Isaac          | 47264      | 47800       | Marmande           | Le Val du Dropt                           | CC du Pays de Lauzun                       | 7,26             | 1 101 (2022)                      | 152                | modifier les données · modifier les données |
| Saint-Pastour                | 47265      | 47290       | Villeneuve-sur-Lot | Le Livradais                              | CC Lot et Tolzac                           | 14,52            | 377 (2022)                        | 26                 | modifier les données · modifier les données |
| Saint-Pé-Saint-Simon         | 47266      | 47170       | Nérac              | L'Albret                                  | CC Albret Communauté                       | 17,46            | 185 (2022)                        | 11                 | modifier les données · modifier les données |
| Saint-Pierre-de-Buzet        | 47267      | 47160       | Nérac              | Lavardac                                  | CC du Confluent et des Coteaux de Prayssas | 8,52             | 276 (2022)                        | 32                 | modifier les données · modifier les données |
| Saint-Pierre-de-Clairac      | 47269      | 47270       | Agen               | Le Sud-Est agenais                        | CA Agglomération d'Agen                    | 13,15            | 871 (2022)                        | 66                 | modifier les données · modifier les données |
| Saint-Pierre-sur-Dropt       | 47271      | 47120       | Marmande           | Les Coteaux de Guyenne                    | CC du Pays de Duras                        | 8,18             | 358 (2022)                        | 44                 | modifier les données · modifier les données |
| Saint-Quentin-du-Dropt       | 47272      | 47330       | Villeneuve-sur-Lot | Le Val du Dropt                           | CC des Bastides en Haut-Agenais Périgord   | 11,90            | 185 (2022)                        | 16                 | modifier les données · modifier les données |
| Saint-Robert                 | 47273      | 47340       | Agen               | Le Pays de Serres                         | CA du Grand Villeneuvois                   | 6,74             | 192 (2022)                        | 28                 | modifier les données · modifier les données |
| Saint-Romain-le-Noble        | 47274      | 47270       | Agen               | Le Sud-Est agenais                        | CA Agglomération d'Agen                    | 8,50             | 401 (2022)                        | 47                 | modifier les données · modifier les données |
| Saint-Salvy                  | 47275      | 47360       | Agen               | Le Confluent                              | CC du Confluent et des Coteaux de Prayssas | 9,26             | 200 (2022)                        | 22                 | modifier les données · modifier les données |
| Saint-Sardos                 | 47276      | 47360       | Agen               | Le Confluent                              | CC du Confluent et des Coteaux de Prayssas | 14,46            | 292 (2022)                        | 20                 | modifier les données · modifier les données |
| Saint-Sauveur-de-Meilhan     | 47277      | 47180       | Marmande           | Marmande-1                                | CA Val de Garonne Agglomération            | 7,03             | 344 (2022)                        | 49                 | modifier les données · modifier les données |
| Saint-Sernin                 | 47278      | 47120       | Marmande           | Les Coteaux de Guyenne                    | CC du Pays de Duras                        | 21,07            | 483 (2022)                        | 23                 | modifier les données · modifier les données |
| Saint-Sixte                  | 47279      | 47220       | Agen               | Le Sud-Est agenais                        | CA Agglomération d'Agen                    | 5,92             | 356 (2022)                        | 60                 | modifier les données · modifier les données |
| Saint-Sylvestre-sur-Lot      | 47280      | 47140       | Villeneuve-sur-Lot | Le Pays de Serres                         | CC Fumel Vallée du Lot                     | 21,27            | 2 388 (2022)                      | 112                | modifier les données · modifier les données |
| Saint-Urcisse                | 47281      | 47270       | Agen               | Le Sud-Est agenais                        | CA Agglomération d'Agen                    | 10,93            | 245 (2022)                        | 22                 | modifier les données · modifier les données |
| Saint-Vincent-de-Lamontjoie  | 47282      | 47310       | Nérac              | L'Albret                                  | CC Albret Communauté                       | 15,29            | 226 (2022)                        | 15                 | modifier les données · modifier les données |
| Saint-Vite                   | 47283      | 47500       | Villeneuve-sur-Lot | Le Fumélois                               | CC Fumel Vallée du Lot                     | 5,47             | 1 187 (2022)                      | 217                | modifier les données · modifier les données |
| Sainte-Bazeille              | 47233      | 47180       | Marmande           | Marmande-1                                | CA Val de Garonne Agglomération            | 20,67            | 3 183 (2022)                      | 154                | modifier les données · modifier les données |
| Sainte-Colombe-de-Duras      | 47236      | 47120       | Marmande           | Les Coteaux de Guyenne                    | CC du Pays de Duras                        | 6,97             | 100 (2022)                        | 14                 | modifier les données · modifier les données |
| Sainte-Colombe-de-Villeneuve | 47237      | 47300       | Villeneuve-sur-Lot | Villeneuve-sur-Lot-2                      | CA du Grand Villeneuvois                   | 18,92            | 498 (2022)                        | 26                 | modifier les données · modifier les données |
| Sainte-Colombe-en-Bruilhois  | 47238      | 47310       | Agen               | L'Ouest agenais                           | CA Agglomération d'Agen                    | 21,15            | 1 552 (2022)                      | 73                 | modifier les données · modifier les données |
| Sainte-Gemme-Martaillac      | 47244      | 47250       | Marmande           | Les Forêts de Gascogne                    | CC des Coteaux et Landes de Gascogne       | 14,00            | 383 (2022)                        | 27                 | modifier les données · modifier les données |
| Sainte-Livrade-sur-Lot       | 47252      | 47110       | Villeneuve-sur-Lot | Le Livradais                              | CA du Grand Villeneuvois                   | 30,94            | 6 518 (2022)                      | 211                | modifier les données · modifier les données |
| Sainte-Marthe                | 47253      | 47430       | Marmande           | Les Forêts de Gascogne                    | CC des Coteaux et Landes de Gascogne       | 9,65             | 657 (2022)                        | 68                 | modifier les données · modifier les données |
| Sainte-Maure-de-Peyriac      | 47258      | 47170       | Nérac              | L'Albret                                  | CC Albret Communauté                       | 23,06            | 305 (2022)                        | 13                 | modifier les données · modifier les données |
| Salles                       | 47284      | 47150       | Villeneuve-sur-Lot | Le Haut Agenais Périgord                  | CC des Bastides en Haut-Agenais Périgord   | 21,58            | 287 (2022)                        | 13                 | modifier les données · modifier les données |
| Samazan                      | 47285      | 47250       | Marmande           | Marmande-2                                | CA Val de Garonne Agglomération            | 17,25            | 855 (2022)                        | 50                 | modifier les données · modifier les données |
| Sauméjan                     | 47286      | 47420       | Nérac              | Les Forêts de Gascogne                    | CC des Coteaux et Landes de Gascogne       | 19,50            | 87 (2022)                         | 4,5                | modifier les données · modifier les données |
| Saumont                      | 47287      | 47600       | Nérac              | L'Albret                                  | CC Albret Communauté                       | 6,74             | 242 (2022)                        | 36                 | modifier les données · modifier les données |
| Sauvagnas                    | 47288      | 47340       | Agen               | Le Sud-Est agenais                        | CA Agglomération d'Agen                    | 13,57            | 525 (2022)                        | 39                 | modifier les données · modifier les données |
| La Sauvetat-de-Savères       | 47289      | 47270       | Agen               | Le Pays de Serres                         | CA Agglomération d'Agen                    | 6,86             | 482 (2022)                        | 70                 | modifier les données · modifier les données |
| La Sauvetat-du-Dropt         | 47290      | 47800       | Marmande           | Les Coteaux de Guyenne                    | CC du Pays de Lauzun                       | 10,37            | 565 (2022)                        | 54                 | modifier les données · modifier les données |
| La Sauvetat-sur-Lède         | 47291      | 47150       | Villeneuve-sur-Lot | Le Haut Agenais Périgord                  | CC des Bastides en Haut-Agenais Périgord   | 14,14            | 638 (2022)                        | 45                 | modifier les données · modifier les données |
| Sauveterre-la-Lémance        | 47292      | 47500       | Villeneuve-sur-Lot | Le Fumélois                               | CC Fumel Vallée du Lot                     | 23,46            | 569 (2022)                        | 24                 | modifier les données · modifier les données |
| Sauveterre-Saint-Denis       | 47293      | 47220       | Agen               | Le Sud-Est agenais                        | CA Agglomération d'Agen                    | 8,25             | 385 (2022)                        | 47                 | modifier les données · modifier les données |
| Savignac-de-Duras            | 47294      | 47120       | Marmande           | Les Coteaux de Guyenne                    | CC du Pays de Duras                        | 14,89            | 214 (2022)                        | 14                 | modifier les données · modifier les données |
| Savignac-sur-Leyze           | 47295      | 47150       | Villeneuve-sur-Lot | Le Haut Agenais Périgord                  | CC des Bastides en Haut-Agenais Périgord   | 11,38            | 317 (2022)                        | 28                 | modifier les données · modifier les données |
| Ségalas                      | 47296      | 47410       | Marmande           | Le Val du Dropt                           | CC du Pays de Lauzun                       | 12,84            | 156 (2022)                        | 12                 | modifier les données · modifier les données |
| Sembas                       | 47297      | 47360       | Villeneuve-sur-Lot | Le Confluent                              | CC du Confluent et des Coteaux de Prayssas | 12,51            | 142 (2022)                        | 11                 | modifier les données · modifier les données |
| Sénestis                     | 47298      | 47430       | Marmande           | Les Forêts de Gascogne                    | CA Val de Garonne Agglomération            | 11,31            | 199 (2022)                        | 18                 | modifier les données · modifier les données |
| Sérignac-Péboudou            | 47299      | 47410       | Villeneuve-sur-Lot | Le Val du Dropt                           | CC des Bastides en Haut-Agenais Périgord   | 12,12            | 176 (2022)                        | 15                 | modifier les données · modifier les données |
| Sérignac-sur-Garonne         | 47300      | 47310       | Agen               | L'Ouest agenais                           | CA Agglomération d'Agen                    | 8,91             | 1 178 (2022)                      | 132                | modifier les données · modifier les données |
| Seyches                      | 47301      | 47350       | Marmande           | Les Coteaux de Guyenne                    | CA Val de Garonne Agglomération            | 24,69            | 1 057 (2022)                      | 43                 | modifier les données · modifier les données |
| Sos                          | 47302      | 47170       | Nérac              | L'Albret                                  | CC Albret Communauté                       | 52,89            | 659 (2022)                        | 12                 | modifier les données · modifier les données |
| Soumensac                    | 47303      | 47120       | Marmande           | Les Coteaux de Guyenne                    | CC du Pays de Duras                        | 11,42            | 224 (2022)                        | 20                 | modifier les données · modifier les données |
| Taillebourg                  | 47304      | 47200       | Marmande           | Marmande-2                                | CA Val de Garonne Agglomération            | 7,11             | 65 (2022)                         | 9,1                | modifier les données · modifier les données |
| Tayrac                       | 47305      | 47270       | Agen               | Le Pays de Serres                         | CA Agglomération d'Agen                    | 12,89            | 380 (2022)                        | 29                 | modifier les données · modifier les données |
| Le Temple-sur-Lot            | 47306      | 47110       | Villeneuve-sur-Lot | Le Livradais                              | CC Lot et Tolzac                           | 16,91            | 1 112 (2022)                      | 66                 | modifier les données · modifier les données |
| Thézac                       | 47307      | 47370       | Villeneuve-sur-Lot | Le Fumélois                               | CC Fumel Vallée du Lot                     | 11,21            | 209 (2022)                        | 19                 | modifier les données · modifier les données |
| Thouars-sur-Garonne          | 47308      | 47230       | Nérac              | Lavardac                                  | CC Albret Communauté                       | 4,03             | 225 (2022)                        | 56                 | modifier les données · modifier les données |
| Tombebœuf                    | 47309      | 47380       | Villeneuve-sur-Lot | Le Livradais                              | CC Lot et Tolzac                           | 18,38            | 448 (2022)                        | 24                 | modifier les données · modifier les données |
| Tonneins                     | 47310      | 47400       | Marmande           | Tonneins                                  | CA Val de Garonne Agglomération            | 34,78            | 9 461 (2022)                      | 272                | modifier les données · modifier les données |
| Tourliac                     | 47311      | 47210       | Villeneuve-sur-Lot | Le Haut Agenais Périgord                  | CC des Bastides en Haut-Agenais Périgord   | 9,83             | 140 (2022)                        | 14                 | modifier les données · modifier les données |
| Tournon-d'Agenais            | 47312      | 47370       | Villeneuve-sur-Lot | Le Fumélois                               | CC Fumel Vallée du Lot                     | 21,26            | 742 (2022)                        | 35                 | modifier les données · modifier les données |
| Tourtrès                     | 47313      | 47380       | Villeneuve-sur-Lot | Le Livradais                              | CC Lot et Tolzac                           | 11,71            | 140 (2022)                        | 12                 | modifier les données · modifier les données |
| Trémons                      | 47314      | 47140       | Villeneuve-sur-Lot | Le Pays de Serres                         | CC Fumel Vallée du Lot                     | 13,49            | 404 (2022)                        | 30                 | modifier les données · modifier les données |
| Trentels                     | 47315      | 47140       | Villeneuve-sur-Lot | Le Fumélois                               | CC Fumel Vallée du Lot                     | 19,47            | 866 (2022)                        | 44                 | modifier les données · modifier les données |
| Varès                        | 47316      | 47400       | Marmande           | Tonneins                                  | CA Val de Garonne Agglomération            | 16,79            | 658 (2022)                        | 39                 | modifier les données · modifier les données |
| Verteuil-d'Agenais           | 47317      | 47260       | Marmande           | Tonneins                                  | CC Lot et Tolzac                           | 22,42            | 544 (2022)                        | 24                 | modifier les données · modifier les données |
| Vianne                       | 47318      | 47230       | Nérac              | Lavardac                                  | CC Albret Communauté                       | 9,82             | 980 (2022)                        | 100                | modifier les données · modifier les données |
| Villebramar                  | 47319      | 47380       | Villeneuve-sur-Lot | Le Livradais                              | CC Lot et Tolzac                           | 10,06            | 109 (2022)                        | 11                 | modifier les données · modifier les données |
| Villefranche-du-Queyran      | 47320      | 47160       | Nérac              | Les Forêts de Gascogne                    | CC des Coteaux et Landes de Gascogne       | 16,55            | 411 (2022)                        | 25                 | modifier les données · modifier les données |
| Villeneuve-de-Duras          | 47321      | 47120       | Marmande           | Les Coteaux de Guyenne                    | CC du Pays de Duras                        | 11,81            | 321 (2022)                        | 27                 | modifier les données · modifier les données |
| Villeneuve-sur-Lot           | 47323      | 47300       | Villeneuve-sur-Lot | Villeneuve-sur-Lot-1 Villeneuve-sur-Lot-2 | CA du Grand Villeneuvois                   | 81,32            | 22 004 (2022)                     | 271                | modifier les données · modifier les données |
| Villeréal                    | 47324      | 47210       | Villeneuve-sur-Lot | Le Haut Agenais Périgord                  | CC des Bastides en Haut-Agenais Périgord   | 13,92            | 1 265 (2022)                      | 91                 | modifier les données · modifier les données |
| Villeton                     | 47325      | 47400       | Marmande           | Les Forêts de Gascogne                    | CA Val de Garonne Agglomération            | 10,24            | 474 (2022)                        | 46                 | modifier les données · modifier les données |
| Virazeil                     | 47326      | 47200       | Marmande           | Marmande-2                                | CA Val de Garonne Agglomération            | 19,87            | 1 696 (2022)                      | 85                 | modifier les données · modifier les données |
| Xaintrailles                 | 47327      | 47230       | Nérac              | Lavardac                                  | CC Albret Communauté                       | 10,26            | 378 (2022)                        | 37                 | modifier les données · modifier les données |
| Lot-et-Garonne               | 47         |             |                    |                                           |                                            | 5 361,00         | 332 226 (2022)                    | 62                 | modifier les données                        |